# Éclipse solaire du 25 novembre 2049
Une éclipse solaire hybride ATA aura lieu le 25 novembre 2049.

## Parcours
L'éclipse centrale est annulaire à son début, qui aura lieu en mer Rouge, puis traversera le sud de la péninsule Arabique et ira sur l'océan Indien. L'éclipse deviendra totale au large de l'Inde, puis passera au sud de Sumatra, au sud de Bornéo, passera sur les Célèbes. Puis juste après, l'éclipse redeviendra annulaire, pour finir dans l'océan Pacifique.

Carte animée de l'éclipse.

## Hybride du doublet duXXIesiècle
Avec l'éclipse suivante du 20 mai 2050, c'est la 1re éclipse du 1er doublet hybride après celui de la fin du XXe siècle ; et ce sera le seul doublet de ce type dans ce siècle.